# Acueducto de San Telmo
El acueducto de San Telmo es una obra de ingeniería situada en el distrito Ciudad Jardín de Málaga (Andalucía, España). Está considerada como una de las obras de ingeniería hidráulica más importantes del siglo XVIII en España. Permitía llevar agua del Guadalmedina hasta la ciudad a través de sus 10,8 km de longitud, con 33 puentes, 30 acueductos y varias arcas. Fue diseñado por el arquitecto Martín de Aldehuela, llevándose a cabo su construcción entre octubre de 1782 y septiembre de 1784.
En 2009 fue inscrito como Bien de Interés Cultural, con categoría de Sitio Histórico.
El promotor del proyecto fue José de Molina Lario y Navarro, obispo de la diócesis de Málaga. Las razones por las que se realizó la obra fueron la extensa y creciente población de Málaga y el auge comercial que estaba tomando la ciudad. Carlos III, por mediación del conde de Floridablanca, aprobó el proyecto mediante Real Orden de 21/9/1782.
El acueducto de arroyo Quintana es el más largo del total, con 170 metros de longitud, 15 metros de altura y 13 vanos con arcos de medio punto, habiendo finalizado las obras de restauración en diciembre de 2009.
El actual propietario del acueducto es la Fundación Benéfica Caudal y Acueducto de San Telmo, presidida por el obispo.

## Historia
En la Málaga próspera y en expansión demográfica del último cuarto del siglo XVIII, acreció el problema histórico del abastecimiento de agua que se hizo acuciante tras un período de sequía. Para solventarlo, el entonces obispo de la ciudad, el ilustrado don José Molina Lario y Navarro, financió e impulsó la construcción de un acueducto que tomando agua del río Guadalmedina la acercó a la población en un recorrido de casi 11 kilómetros, a través de los cuales también aportaba el elemento para riego agrícola y fuerza motriz en los molinos. El patrón de los navegantes, San Telmo, presta uno de los nombres por el que se conoce la obra de ingeniería que nos ocupa, porque los beneficios económicos que el acueducto generaba se aplicaron al mantenimiento del Colegio de Náutica, otra interesante creación ilustrada del obispo Molina Lario.
Una Real Orden de Carlos III en 1782 autorizó la construcción y el 7 de septiembre de 1784 el agua llegaba en Málaga al arca principal situada en la calle Refino. El encargado del proyecto y dirección de la construcción fue el arquitecto José Martín de Aldehuela, que hizo una obra además de sentido práctico y de elevado interés técnico, cargada de intención estética, evidente tanto en la nobleza de las puras formas como en el empleo de distintos materiales constructivos y la aplicación, incluso, de revocos con color.
Recientemente se ha puesto en valor el entorno del Acueducto en el barrio de Ciudad Jardín para mejorar el espacio y recuperarlo para uso ciudadano.

## Descripción

### Características
El Acueducto de San Telmo mide 10,87 kilómetros. El trazado se puede dividir en dos partes, una rural, desde la captación de aguas hasta la finca de San José, todavía en uso, y otra urbana, desde dicha finca hasta el Arca principal en la calle Refino, tramo que se encuentra en desuso y en mal estado de conservación. Discurre con 33 alcantarillas, 2 túneles, numerosas alcubillas, respiraderos, descansos, fuentes y molinos asociados y 30 puentes. Entre ellos se encuentran varios de sus hitos más monumentales y de alto valor paisajístico, caso del puente que salva el arroyo Humaina, de setenta y cinco metros de longitud y quince de altura, o el que vuela sobre arroyo Quintana, el más largo de todos. Muestra distintas secciones a lo largo de su recorrido: Cuadrada de sesenta centímetros de lado, rectangular de cuarenta y dos centímetros de ancho por veintiocho centímetros de alto, y dos circulares, una de veintiocho centímetros de diámetro y otra de veinte centímetros.

### Recorrido

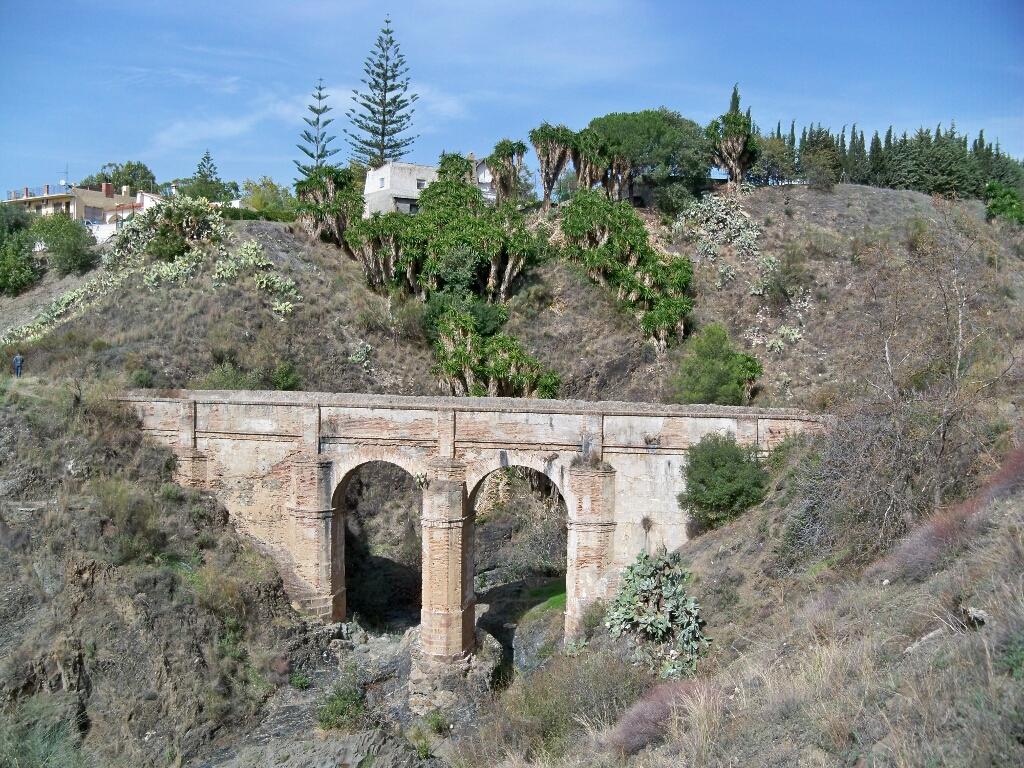
Acueducto de San Telmo

El recorrido (ver mapa) presenta un trazado irregular debido a lo dificultoso de la topografía del terreno, teniendo que salvar importantes alturas, como abruptas lomas de fuerte pendiente que encajonan la densa red de drenaje del río, con una parte de su trazado en superficie y otra bajo tierra. Plantea dos soluciones para la traída del agua, un canal cubierto para agua potable y una acequia descubierta para riego, además de numerosos puentes. Esta intrincada morfología queda magníficamente reflejada en el Plano del Nuevo Aqueducto de la Ciudad de Málaga, de la edición de 1786.
El acueducto tiene su origen en un molino del siglo XVIII, denominado Molino del Inca, cuya toma de agua del río Guadalmedina se encuentra a ochocientos metros, mediante un azud de derivación. Este punto de partida, la Toma o Presa realizada con ladrillo, y el espaldón de aguas bajo el azud construido en mampostería con piedras de gran peso destinadas a contener la fuerza de las avenidas del agua, se encuentra bajo el viaducto número 4 de la Autovía A-45 PK 138,5. A continuación el acueducto cruza el arroyo Ahorcado, sigue por un sifón y cruza el arroyo Humaina. Después se encuentra la Mina del Álamo y, tras pasar los accesos a Málaga, atraviesa un lagar para llegar al Molino de San Telmo y cruzar arroyo Hondo. Llega a otras dos minas separadas por el Puente de Arroyo Quintana y una tercera tras cruzar el arroyo Melero. Luego llega al Puente Camero, cruza por el Puente Olletas y atraviesa la ciudad de Málaga hasta llegar al Arca principal en la calle Refino.

### Elementos constructivos del tramo rural
De los elementos constructivos emergentes destacan:
- El Puente de los Ciegos, realizado en fábrica de ladrillo y con dos ojos formados por dos arcos de medio punto y estribos.
- El Puente de La Apartá, con un solo ojo de arco de medio punto, realizado en ladrillo y sustentado por estribos.
- El Puente de Arroyo Humaina, de setenta y cinco metros de longitud y quince de altura, de cuatro ojos con un solo nivel de altura y un solo orden de arcos de medio punto, realizados en ladrillo que voltean sobre pilares y con contrafuertes de formas prismáticas. Los pilares, de planta cuadrada, llevan tajamares triangulares aguas arriba y semicirculares aguas abajo.
- Los Puentes de La Majadilla, El Ahorcado y El Pastelero, que siguen un mismo esquema, construidos de fábrica de ladrillo, con un ojo de arco de medio punto auxiliado por dos estribos.
- Las dos construcciones de los Molinos de San Telmo que, aunque se encuentran en desuso en la actualidad, presentan muy buen estado de conservación. Ambas son de proporciones cuadrangulares, con planta baja y alta. El primero presenta dos vanos de acceso de diferente tamaño, con pequeños ventanucos en planta baja y ventanas alargadas con pretil en la superior; en la parte trasera se dispone la estructura del molino, con dos arcos de medio punto realizados en fábrica de ladrillo que sirven para la evacuación del agua. El segundo repite el mismo esquema, diferenciándose por la mayor regularidad de los vanos de la planta baja.
- El Puente de Arroyo Hondo, con cuarenta y cinco metros de longitud y quince de altura, con dos ojos formados por arcos de medio punto de 5,4 metros de diámetro, está realizado en fábrica de ladrillo. Los estribos y tajamares son prismas hexagonales.
- Siguiendo el recorrido en dirección a la ciudad hay cuatro puentes más con las mismas características, un solo ojo de arco de medio punto y estribos.
- Una vez pasada la autovía, el acueducto aflora en una salida de mina realizada con muretes de ladrillo. Con objeto de salvar cambios bruscos de la pendiente y disminuir la velocidad del caudal, se ubican en esta zona varias caídas de fuerte inclinación cerradas con muretes de mampostería.
- En el Puente de las Barrancas, de un solo ojo y parcialmente destruido, es posible apreciar la decoración de grandes cuadraturas en estuco blanco con restos en el interior de amarillo ocre y fragmentos de ladrillos incisos pintados de rojo almagra.
- El llamado Puente de los Cinco Ojos, del que quedan visibles dos.
- El Puente de Arroyo Quintana, el más largo de todo el Acueducto, que tuvo trece ojos -de los que se conservan diez, aunque se le llame popularmente de los once ojos- el central de mayor luz.
- El Puente de Arroyo Melero y el Puente del Aceitero.

### Elementos constructivos del tramo urbano
Ya dentro de la ciudad encontramos construcciones muy significativas:
- El Arca principal o Alcubilla mayor, emplazada en la confluencia de las calles Refino, Carrera de Capuchinos y Postigos. Se trata de una construcción poligonal cubierta por un tejadillo acampanado, con zócalo de sillería de jaspón y el resto de fábrica de ladrillo actualmente encalada; ostenta un escudo del obispo Molina Lario. En una hornacina, situada en su fachada principal, figura una representación en barro de la Divina Pastora de carácter popular, lo que le confiere significación de capilla callejera.
- La Alcubilla de la plaza de la Merced, estructura cuadrangular cubierta por tejado de cerámica vidriada de perfil curvo, fue trasladada de su emplazamiento original junto al desaparecido Convento de la Paz.
- Por último son de señalar las fuentes relacionadas con la traída de aguas del Acueducto de San Telmo: La Fuente Olletas, La fuente del Tempus Fugit, situada en la plaza que existe frente a la entrada del Cementerio de San Miguel. La fuente del Patrocinio, en la encrucijada de las calles Santa María Micaela y Luque con las alamedas del Patrocinio y Capuchinos. La fuente de Olletas y la fuente de la calle de Los Cristos que ostenta la fecha de 1790 y cuyo diseño se atribuye al arquitecto José Martín de Aldehuela.